# Communauté de communes du Sud (La Réunion)
Pour les articles homonymes, voir Communauté de communes du Sud.
La Communauté de communes du Sud (CCSUD) est une ancienne communauté de communes française, située dans le département français d'outre-mer de La Réunion. À sa création elle comportait 93 267 habitants répartis sur 47,593 km2 et, à sa dissolution, 117 691 habitants sur 57,957 km2.

## Histoire
La Communauté de communes du Sud (CCSUD) a été créée par arrêté préfectoral en date du 31 décembre 1997 et regroupait cinq des vingt-quatre communes de La Réunion : Les Avirons, Entre-Deux, L'Étang-Salé, Saint-Joseph et Le Tampon. En 2003, la commune de L'Étang-Salé a quitté la CCSUD et rejoint la communauté de communes préfigurant la CIVIS. La CCSUD est alors la structure de coopération intercommunale la moins peuplée de La Réunion après la CIREST.
En 2010, la CCSUD s'est transformée en communauté d'agglomération - la Communauté d'agglomération du Sud - mais la commune des Avirons a préféré rejoindre la Communauté intercommunale des villes solidaires.

## Composition

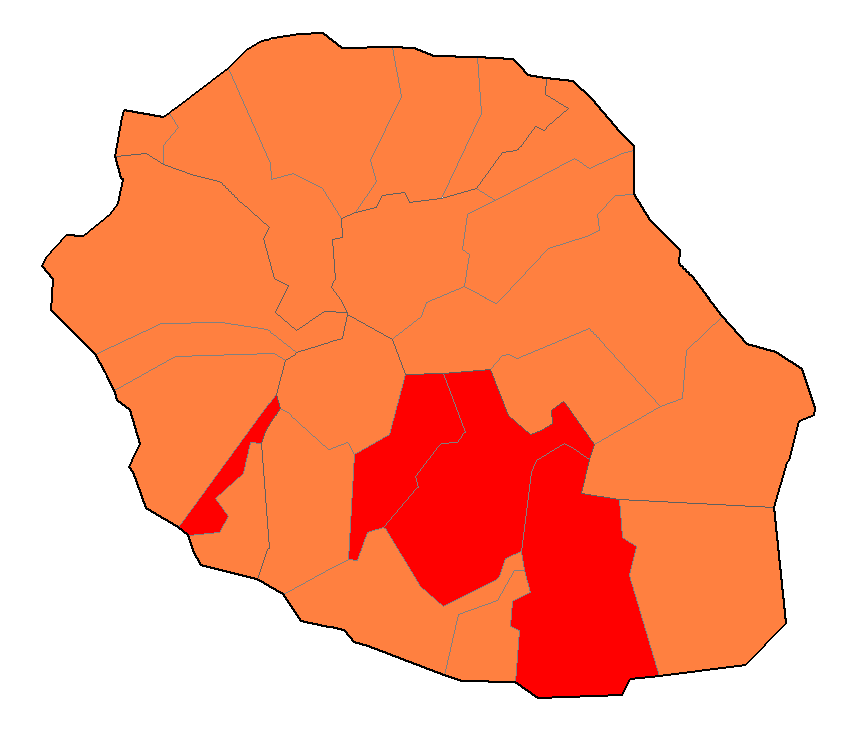
Localisation des communes de la CCSUD entre 2003 et 2010.

La CA Sud regroupait, à sa création, 5 communes : 
| - Les Avirons - Entre-Deux - L'Étang-Salé | - Saint-Joseph - Le Tampon |

La commune de l'Etang-Salé a quitté la communauté en 2003.

## Organisation
Communauté de communes du Sud était administrée par le conseil communautaire composé de conseillers élus au sein des conseils municipaux des communes membres. Ce conseil était l'organe délibérant de la communauté. Le bureau du conseil était formé des vice-présidents et du Président.
| Période                                  | Période | Identité            | Étiquette | Qualité         |
| ---------------------------------------- | ------- | ------------------- | --------- | --------------- |
| 1998                                     | 2006    | André Thien Ah Koon | DVD       | Maire du Tampon |
| 2006                                     | 2009    | Didier Robert       | UMP       | Maire du Tampon |
| Les données manquantes sont à compléter. |         |                     |           |                 |